# 奇夫欽山
47°51′55.7″N 24°43′40.6″E / 47.865472°N 24.727944°E

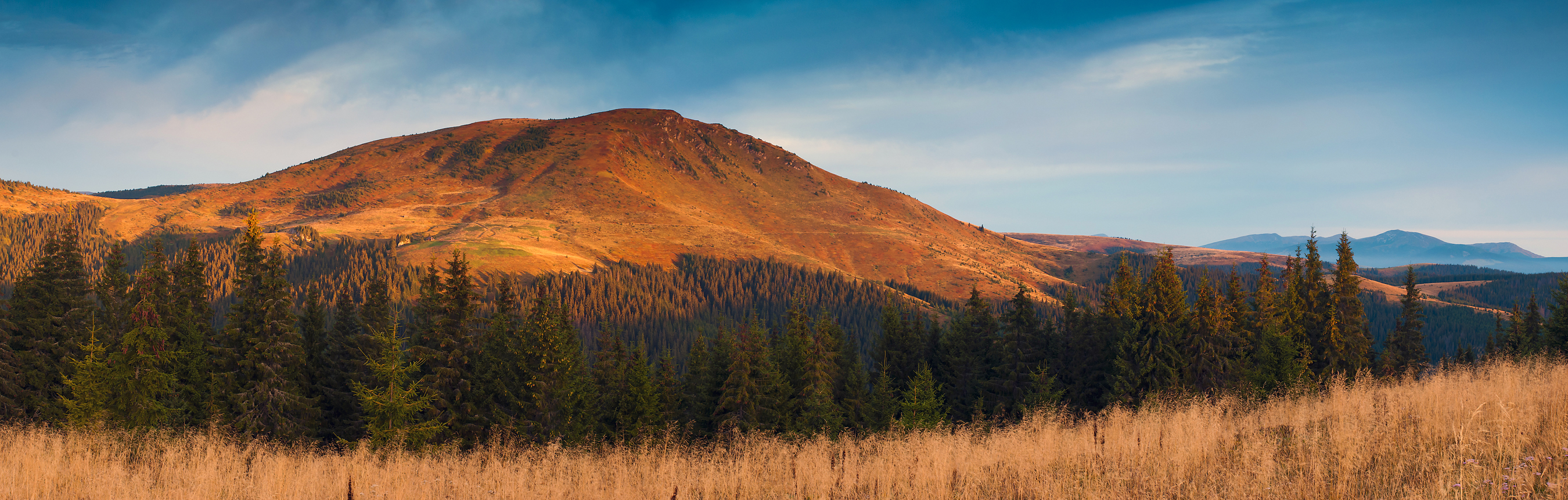

奇夫欽山是烏克蘭的山峰，位於該國西部伊萬諾-弗蘭科夫斯克州，處於韋爾霍維納區，屬於烏克蘭喀爾巴阡山脈的一部分，海拔高度1,766米。